# Hotel Grand i Łódź
Hotel Grand er et berømt hotel i Łódź. Det er byens ældste hotel og ligger ved Piotrkowska-gaden 72. Blandt flere hoteller, der opstod i 1800-tallet i Łódź er det kun Grand, som har overlevet frem til i dag. Hotellet var, til at begynde med, det mest luksuriøse i Łódź, og regnes stadig for at være et af byens fineste. I hotellet findes konditori og café, samt nogen af byens bedste restauranter (Restauracja Złota og Restauracja Malinowa). 

## Historie
Hotellet blev tegnet af Hilary Majewski og bygget i årene 1872-1887. Til at begynde med husede bygningen købmanden Edward Hentschels bomuldsfabrik. Efter en brand blev den imidlertid overtaget af Ludwik Meyer og blev bygget om til et hotel i 1888. Ved siden af opstod en af Łódź’ smukkeste gader – Meyers passage (i dag Stanisław Moniuszkos gade). I 1903-1904 blev bygningens første etage ombygget efter tegninger af Gustaw Landau-Gutenteger. Den anden ombygning skete i årene 1912-1913 efter tegninger af Dawid Lande. Bygningen fik da en ny facade og blev påbygget to etager med mansardtag. Efter en brand i 1942 fik den påbygget endnu en ny etage.
51°46′6.5″N 19°27′24.4″Ø / 51.768472°N 19.456778°Ø